# Філатова Оксана Степанівна
Філатова Оксана Степанівна (нар. 26 лютого 1967, Привільне (Баштанський район) Миколаївської області) — літературознавець, доктор філологічних наук, професор, завідувач кафедри української мови і літератури Миколаївського національного університету імені В. О. Сухомлинського.
Учене звання професора кафедри української літератури та методики викладання присвоєно в 2013 році.

## Біографія
Народилася О. С. Філатова на Миколаївщині, у селі Привільному Баштанського району. Вищу освіту здобула на філологічному факультеті Миколаївського державного педагогічного інституту ім. В. Г. Бєлінського. Трудову діяльність за фахом розпочала ще в період навчання в інституті: спочатку вчителем української мови і літератури у середній школі № 19 міста Миколаєва, а 1988 року, отримавши диплом із відзнакою, продовжила роботу в середній школі № 55. З 1991 року її доля майже невідривно пов'язана з альма-матер. Вона працює на посадах викладача, старшого викладача кафедри української літератури Миколаївського державного педагогічного університету; виконує обов'язки вченого секретаря університету, співпрацює з Миколаївським обласним інститутом післядипломної педагогічної освіти(читає лекції з української літератури, проводить засідання «круглих столів», спецсемінари з актуальних проблем літературознавства), активно займається науковою роботою. Результатом дослідницьких зацікавлень викладача стала кандидатська дисертація «Творчість Михайла Івченка: проблемно-стильові домінанти», успішно захищена в Інституті літератури Національної академії наук України. У 2000 році Оксані Степанівні присуджено науковий ступінь кандидата філологічних наук за спеціальністю «українська література», а за кілька років — наукове звання доцента кафедри української літератури.
У 2007 році Оксана Степанівна вступає до докторантури Київського національного університету імені Тараса Шевченка. На кафедрі новітньої української літератури Інституту філології вона працює над докторською дисертацією «Український роман 20-30-х років ХХ століття: типологія авторської свідомості», обираючи за предмет дослідження феномен авторської свідомості, форми та специфіку її художньої об'єктивації на різних структурно-функціональних рівнях українського роману 20-30-х років ХХ століття. Основний зміст дисертації О. С. Філатова викладає в монографії, посібнику та 25 статтях, 24 з яких були опубліковані у виданнях, затверджених ВАК України. Після публічного захисту докторської дисертації 10 червня 2011 року на засіданні спеціалізованої вченої ради Київського національного університету імені Тараса Шевченка Філатовій Оксані Степанівні присуджено науковий ступінь доктора філологічних наук зі спеціальностей 10.01.01 — українська література, 10.01.06 — теорія літератури.
З 1 вересня 2011 року Оксана Степанівна працює на посаді професора кафедри української мови і літератури Миколаївського національного університету імені В. О. Сухомлинського, з 2014 року — завідувача кафедри української мови і літератури. Читає лекційні та практичні курси з історії української літератури і теорії літератури, керує дипломними проектами бакалаврів і магістрів, роботами здобувачів на науковий ступінь кандидата філологічних наук; є членом спеціалізованої вченої ради Д 26.133.03 у Київському університеті імені Бориса Грінченка. Часто виступає опонентом на захистах дисертацій, поданих на здобуття наукового ступеня кандидата і доктора філологічних наук, рецензує монографії, навчальні посібники.
Філатова О. С. є редактором Наукового вісника МНУ імені В. О. Сухомлинського серії «Літературознавство», що входить до переліку фахових видань, та електронного журналу «Текст. Контекст. Інтертекст». Автор близько 150 наукових та навчально-методичних праць..

## Нагороди
Нагороджена Почесною грамотою Міністерства освіти і науки України (2007), Грамотою Управління освіти і науки облдержадміністрації (2012 р.), Нагрудним знаком «Відмінник освіти» (2013 р.), Грамотою Миколаївського національного університету (2014). Переможець конкурсу на найкращого викладача Миколаївського національного університету імені В. О. Сухомлинського (2012 р.).

## Наукова діяльність
Сфера наукових інтересів: теорія (герменевтика, наратологія, семіотика) літератури, антропологія літератури, українська література ХХ століття, соцреалістичний канон та його проєкція в літературі.

### Наукові праці
- Філатова О. Український роман 20–30-х років ХХ століття: типологія авторської свідомості: монографія / Оксана Філатова. — Миколаїв: Іліон, 2010. — 485 с.
- Філатова О. Провіденційність авторського світовідчуття в площині соцреалістичного тексту / Оксана Філатова // Метаморфози в сучасній українській літературі: монографія ; [За редакцією Пауліни Олеховської, Марти Замбожицької та Катажини Якубовської-Кравчик]. — Варшава: Sova Sp. z.o.o., 2014. — С. 47–57.
- Філатова О. Український авангардний роман: тексти та їх інтерпретація: антологія / Оксана Філатова. — Миколаїв: Іліон, 2011. — 328 с.
- Філатова О. Автор і текст у системі соцреалізму: монографія / Оксана Філатова. — Миколаїв: Іліон, 2017. — 244 с.

### Навчальні праці
- Філатова О. Історія української літератури першої половини ХХ століття. Практичні заняття: навчальний посібник / О. С. Філатова. — Миколаїв: Редакційно-видавничий відділ МДУ, 2007. — 95 с.
- Філатова О. Історія української літератури першої половини ХХ століття: ідея — світогляд — стиль: навчальний посібник / О. С. Філатова. — Миколаїв: МДУ, 2007. — 128 с.
- Філатова О. Українська література 20–30-х років ХХ століття: основні тенденції розвитку й естетична стратегія: навчальний посібник з грифом МОН України / О. С. Філатова, О. В. Казанжи. — Миколаїв: Іліон, 2013. — 235 с.